# 俄羅斯—南奧塞梯關係
俄羅斯－南奧塞梯關係，是指俄羅斯聯邦和的南奧塞梯共和國之間的雙邊關係。而南奧塞梯尚未被多數國家所承認。

## 背景
2008年8月21日，於南奧塞梯有民眾舉行集會，呼籲時任俄羅斯總統梅德韋傑夫和俄羅斯聯邦會議正式承認南奧塞梯為獨立主權國家，同時南奧塞梯總統愛德華·賈巴耶維奇·科科伊季飛抵莫斯科，呼籲俄羅斯聯邦委員會承認其獨立；隨後，聯邦委員會於8月25日以後通過議案，呼籲梅德韋傑夫承認其與阿布哈茲的獨立並建交。
2008年，格魯吉亞軍隊侵入茨欣瓦利引發南奧塞梯戰爭，導致俄羅斯與格魯吉亞短暫的軍事衝突。8月26日，梅德韋傑夫簽署總統令，承認阿布哈茲和南奧塞梯的獨立；許多俄羅斯政府高層，包括時任俄羅斯總理普京、副總理谢尔盖·伊万诺夫、外交部部長謝爾蓋·拉夫羅夫等人都表示支持此決定。歐盟、美國及北約隨即譴責俄羅斯 ，又呼籲俄羅斯撤銷承認；格魯吉亞亦於2008年8月29日宣佈與俄羅斯斷交，並宣稱南奧塞梯和阿布哈茲為被佔領土。

## 經濟關係
由於南奧塞梯人口少，而且缺乏天然資源，因此其經濟完全依賴於俄羅斯的金融援助。2009年，俄羅斯根據早前達成的協議撥出28億盧布，其後又額外撥出85億盧布，以協助南奧塞梯重建戰時被摧毀的房屋及社會設施。

## 軍事關係
俄羅斯於2008年9月與南奧塞梯簽署了友誼、合作和互助協定 ，保證如果南奧塞梯被攻擊，俄羅斯將會軍事干預，又承諾於2008年11月派遣3700名軍人到南奧塞梯，負責巡視與格魯吉亞的邊境地區。
2009年6月，時任俄羅斯聯邦軍總參謀部部長尼古拉·馬卡羅夫指出將減少俄羅斯在南奧塞梯的軍力；於2009年8月，時任南奧塞梯總統科科伊季接受採訪時表示俄羅斯不必於南奧塞梯駐軍，以緩解緊張局勢。